# Альберт, Майкл
Майкл Альберт (англ. Michael Albert, родился 8 апреля 1947 года) — американский писатель и политический активист либертарно-социалистического движения самоуправления. Основатель и один из редакторов сети СМИ левой направленности Z Communications.

## Жизнь и творчество
Живёт в Бостоне. В 1960-х годах был «новым левым», участником «Студентов за демократическое общество» и активистом борьбы против Вьетнамской войны.
Вместе с Робином Ханелем Майкл Альберт разработал экономическую концепцию, которую он называет экономикой участия (англ. parecon) — нерыночной экономикой, основанной на демократическом планировании.
Альберт постулирует общество, которым не управляют ни рынки, ни бюрократия с её централизованным планированием. Соответственно, оно не знает ни конкуренции, ни контроля. Вместо этого это общество базируется на совместном планировании и подразделении. Несмотря на то, что отсутствует собственность на средства производства, деньги сохраняются как средство платежа. Основной принцип экономики участия: Каждый человек должен иметь возможность принимать решения, в той степени, в какой он зависит от этого.
Майкл Альберт является издателем интернет-платформы ZNet, а также соиздатель и соучредитель политического веб-журнала Z-Magazine (Z-Mag). Он — учредитель издательства «South End Press» и автор множества книг и статей. Кроме того, Майкл Альберт — член в предварительном комитете Международной организации по обществу участия.

## Работы
- Thought Dreams, Arbeiter Ring Press
- Thinking Forward, Arbeiter Ring Press
- Looking Forward: Participatory Economics in the 21st Century (mit Robin Hahnel), South End Press, Boston 1991
- Political Economy of Participatory Economics (mit Robin Hahnel) Princeton University Press, 1991
- Moving Forward: Program for a Participatory Economy, AK Press, 1997
- Parecon: Life After Capitalism, Verso Books, London 2004, ISBN 1-84467-505-X
- Parecon — Leben nach dem Kapitalismus, Trotzdem Verlag, Frankfurt/M. 2005, ISBN 3-931786-33-1